# Kaple (Drahomyšl)
Obecní kaple v Drahomyšli je klasicistní sakrální stavba z roku 1822 stojící na návsi. Duchovní správou patří do Římskokatolické farnosti Liběšice u Žatce.

## Architektura
Jedná se o obdélnou stavbu s průčelím, které je ukončené štítovým nástavcem. Průčelí je členěno pilastry a polokruhově sklenutým vchodem. Uvnitř má kaple plochý strop. Stěny jsou členěny nikami a oltářní slepou arkádou.

## Okolí kaple
Před obcí se nachází výklenková barokní kaple. Je členěná pilastry a ukončená trojúhelníkovým štítem.